# VOICE KIT
株式會社VOICE KIT（日语：株式会社ボイスキット）是一家位於日本東京都新宿區西新宿的聲優經紀公司。2020年12月10日設立，同月15日法人認可。

## 所屬聲優
男性
- 古田一紀（日语：古田一紀）[3]（從Mausu Promotion加入）

女性
- 井澤詩織[4][5]（從EARLY WING加入[6]）
- 上坂[4][7]（SPACE CRAFT離所，並經歷自由身之後加入[8]）
- 椎名碧流[4][9]（從ARTSVISION加入[10]）
- 南條愛乃[4][11]（從N3 ENTERTAINMENT（日语：N3エンタテインメント）加入[12]）
- 前島亞美[13]（愛貝克思管理退出及休止藝能活動後期間並加入）
- 駒形友梨（從Apollo Bay加入）
- 角元明日香（從Apollo Bay加入）
- 小林愛香[14][15]（從NEWCOME INC.加入）
- 南早紀（從81 Produce離所，並經歷自由身之後加入[16]）

## 外部連結
- 株式會社VOICE KIT公式官網 （日語）